# Koivusaari (ö i Finland, Norra Savolax, Varkaus, lat 62,24, long 28,44)
Koivusaari är en ö i Finland. Den ligger i sjön Palvalahti och i kommunen Varkaus i den ekonomiska regionen  Varkaus ekonomiska region  och landskapet Norra Savolax, i den sydöstra delen av landet, 290 km nordost om huvudstaden Helsingfors. Öns area är 0,6 hektar och dess största längd är 210 meter i sydöst-nordvästlig riktning.